# Summacanthium storki
Summacanthium storki là một loài nhện trong họ Miturgidae.
Loài này thuộc chi Summacanthium. Summacanthium storki được Christa L. Deeleman-Reinhold miêu tả năm 2001.